# Udgatar
Udgatar (trl. udgatṛ, trb. udgatry) – w okresie wedyjskim jedna z czterech klas kapłanów, wyspecjalizowana w śpiewaniu hymnów ofiarnych zawartych w zbiorze Samaweda. Na dworach królewskich do ich obowiązków należało uczestniczenie w obrzędach ofiarnych jadźńa, przewidzianych rytuałem wymaganym przez Wedy.